# Sphaerosyllis sexpapillata
Sphaerosyllis sexpapillata är en ringmaskart som beskrevs av Hartmann-Schröder 1979. Sphaerosyllis sexpapillata ingår i släktet Sphaerosyllis och familjen Syllidae. Inga underarter finns listade i Catalogue of Life.